# ستوفل

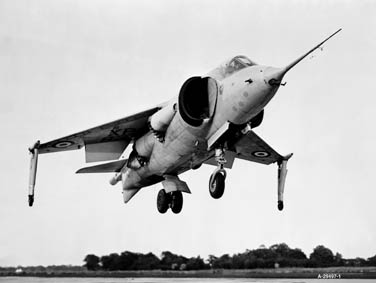
هوكر سايدلي بيه.1127 أول طائرة ستوفل، عام 1962.

ستوفل (بالإنجليزية: STOVL)‏ هي اختصار للمصطلح الإنجليزي Short Take Off and Vertical Landing، والذي يعني الإقلاع القصير والهبوط العمودي.
وهو يشير إلى قدرة الطائرة على الإقلاع من مدرج قصير أو بشكل عمودى في حالة الحمولة الخفيفة، والهبوط بشكل عمودى. وعرف الناتو المصطلح منذ عام 1991 بـ:
طائرة الإقلاع القصير والهبوط العمودى هي طائرة ثابته الجناح قادرة على الارتفاع 15 متر (50 قدم) خلال مدرج طوله 450 متر (1500 قدم)، والقدرة على الهبوط رأسياً.
يتم استخدام هذه الطريقة عادة على حاملات الطائرات مع استخدام ممرات «قفزات التزلج» عوضا عن الممرات التقليدية. مقارنة بالطائرات عمودية الإقلاع والهبوط تستخدم ممرات مائلة لتمكين إقلاع الطائرات بالحمولات الكبيرة. أشهر مثال لطائرة تستخدم الستوفل هي هوكر سايدلي هارير والتي صنفيت تقنياً على أنها طائرة فتول ولكن تصبح طائرة ستوفل عند اقلاعها بوقود وأسلحة إضافية. وبالمثل المقاتلة إف-35 بي لايتنيغ الثانية.

## التاريخ
في 1951 صمم كل من الطائرتين لوكهييد إكس إف في-1 وكونفاير إكس إف واي تالسيتتير بمحرك مروحة توربينية أليسون واي تي40 يدير مروحة مضادة للتناوب (contra-rotating propellers).
أقعلت البريطانية هوكر سايدلي بيه.1127 عمودياً في 1960 وقامت بإقلاع تقليدي في 1961. ومع عام 1964 حلقت أول طائرة مطوره منها.
وفي عام 1962 صنعت لوكهييد الطائرة إكس في-4 هامينجبارد لصالح الجيش الأمريكي. سعت فيها الشركة لزيادة الدفع المتاح بواسطة حقن عادم المحرك في مضخة حقن داخل بدن الطائرة. أول طراز حلق عمودياً منها كان في عام 1963، والذي تعرض لحادث مروع في 1964. ثم حول المشروع إلى إكس في-4بي هامينجبيرد لصالح القوات الجوية الأمريكية كمنصة تجارب لمحركات رفع تصاعدي عمودي مشابه لتلك المستخدمة في الطائرة ياكوفليف ياك-38. الطائرة حلقت منذ تلك الفترة ودمرت في حادث عام 1969. أثناء العمل على الهامينجبيرد، صنعت الطائرة إكس في-5 فيرتفان لصالح جيش الولايات المتحدة. الطائرة أختبرت بمراوح رفع تدار بواسطة الغاز، والتي ثبتت على أنف وجناحي الطائرة. ومع ذلك فقد دمرت الطائرة مرتين وأثبتت إنها تولد كمية مخيبة للآمال من الرفع وكانت صعبة التحول إلى طيران أفقي. 
أختبر العشرات من تصاميم طائرات الإقلاع والهبوط العمودي والإقلاع والهبوط العمودي/القصير في فترة ما بين 1950 و1980 ولكن فقط 
الطائرات هوكر سايدلي هارير وياكوفليف ياك-38 من وصلوا إلى مرحلة التشغيل. الياك-38 بدأ سحبها من الخدمة بعد انهيار الإتحاد السوفيتي.
بوينغ درست العديد من التصاميم لتصنيع طائرة ستوفل منذ عام 1960، ثم تخلت عنهم. ومن أهم تلك التصاميم المقاتلة الأسرع من الصوت روكويل إكس إف في-12 والتي كان لها جناح غير تقليدي يفتح على هيئة ستاير الشباك الشريطية. داسو للطيران صنعت داسو ميراج IIIV والتي لزم لتحليقها مالا يقل عن 8 محركات رفع، ولم يكن بها مساحة لتخزين ما يكفي من وقود لعمل مهمة قتالية. الألمان صنعوا الطائرة إي دابليو آر في جيه 101 (EWR VJ 101) والتي استخدمت محركات دواره مثبته في نهاية الأجنحة، مع محركات مثبته في بدن الطائرة. الجيه في 101 سي إكس1 احترقت حاجز الصوت (ماخ 1.08) في 29 يونيو 1964. ألغيت الطائرة هوكر سايدلي بيه.1154 بالرغم من أنها كانت تصنع.
أمثلة أخرى تشمل: 
- ياكوفليف ياك-141

## معرض الصور

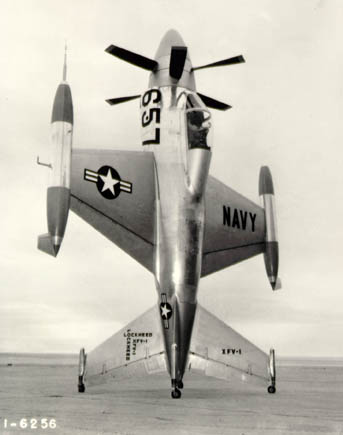
لوكهييد إكس إف في
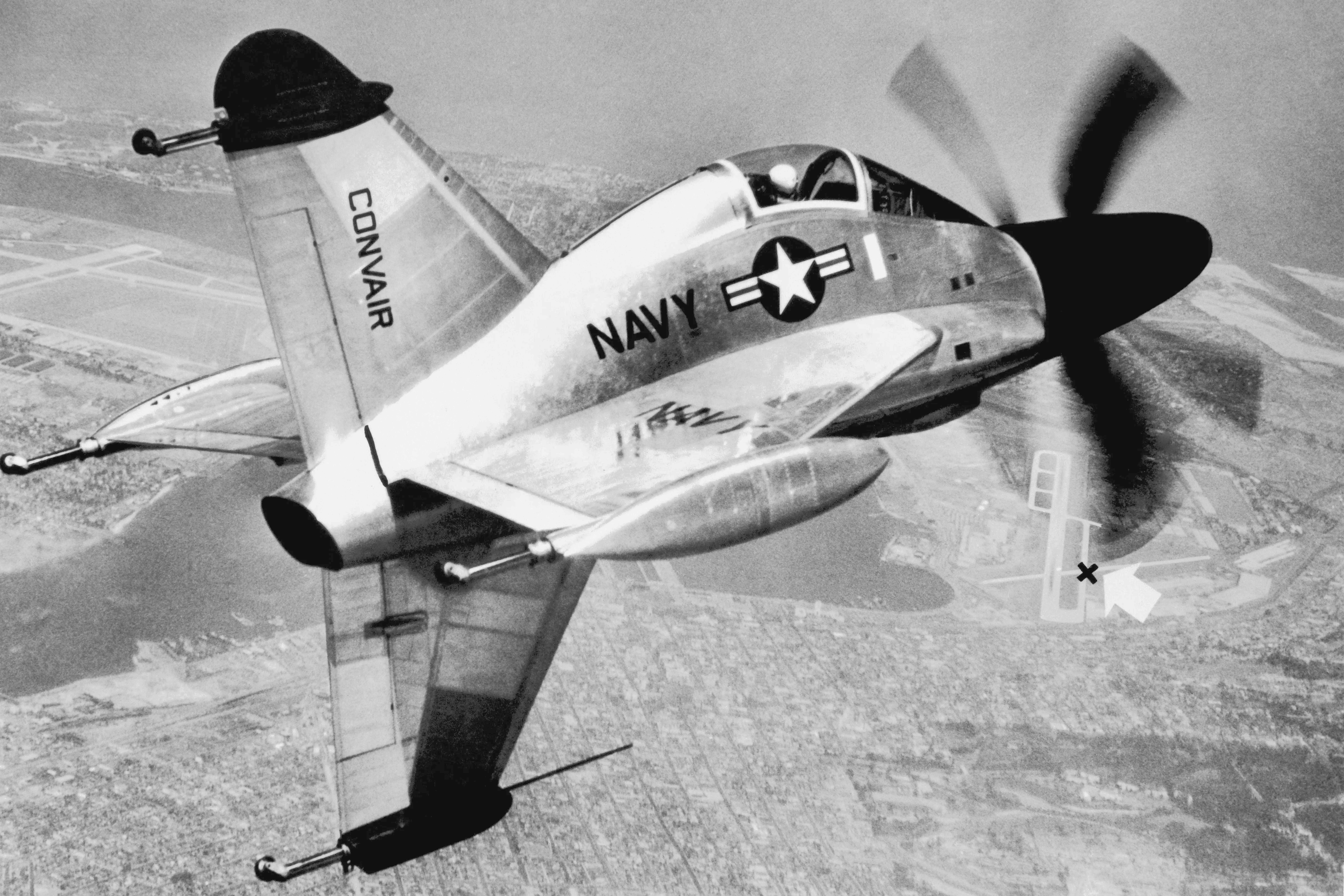
كونفير إس إف واي
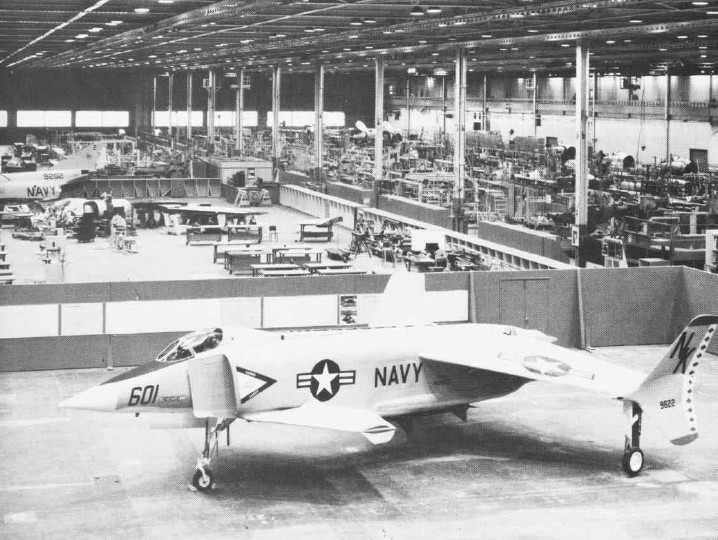
روكويل إكس إف في-12
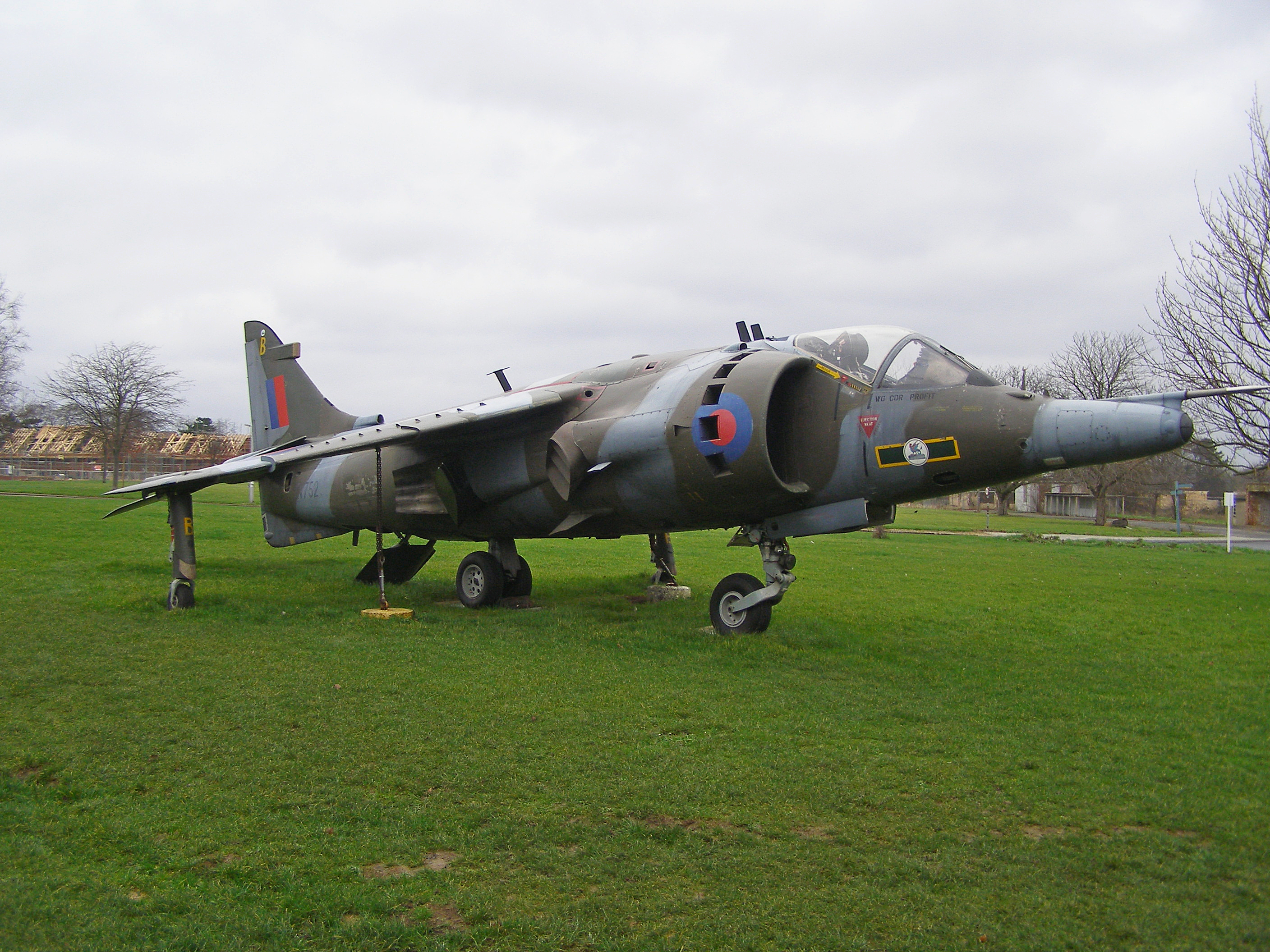
هوكر سايدلي هارير
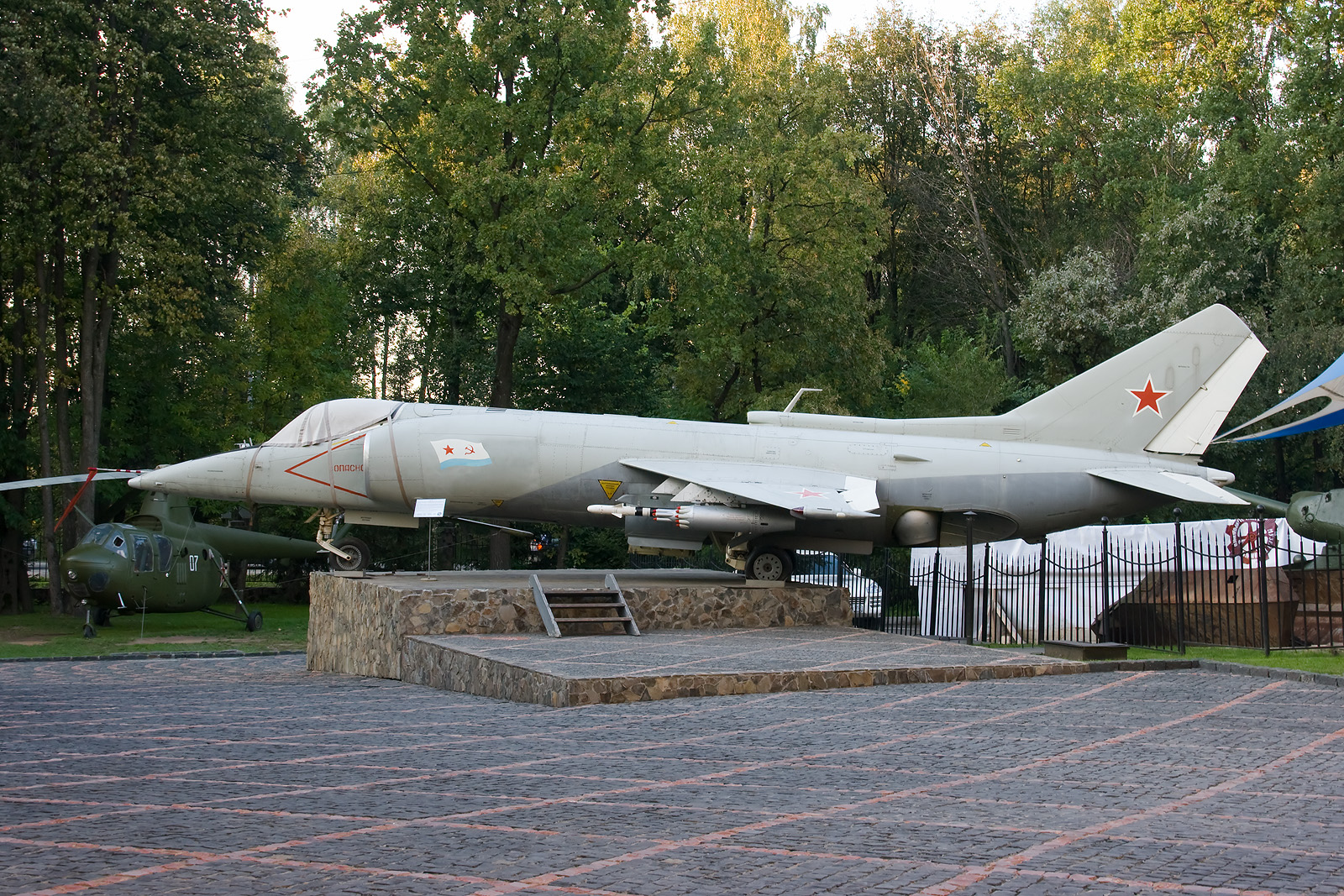
ياكوفليف ياك-38
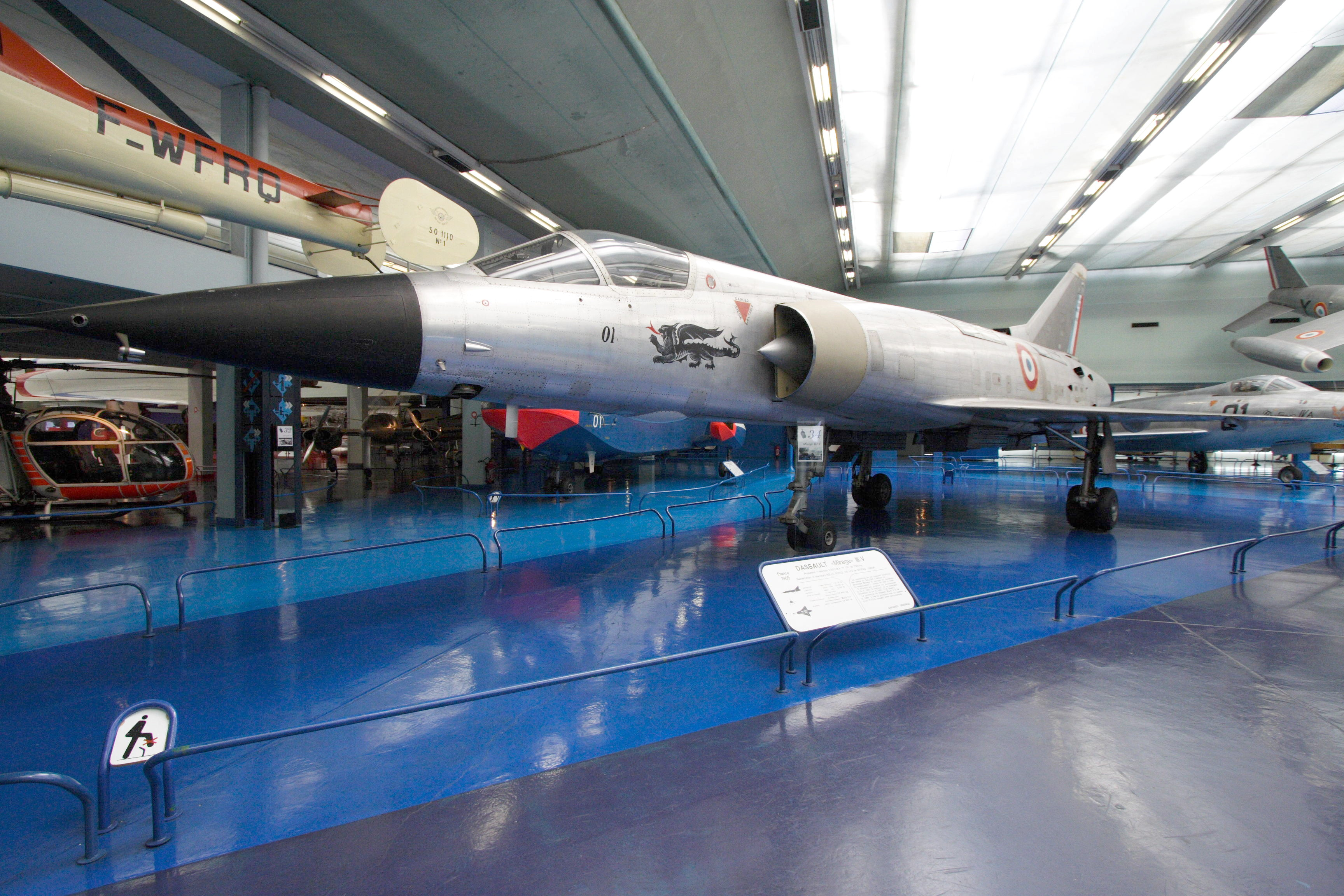
داسو ميراج IIIV
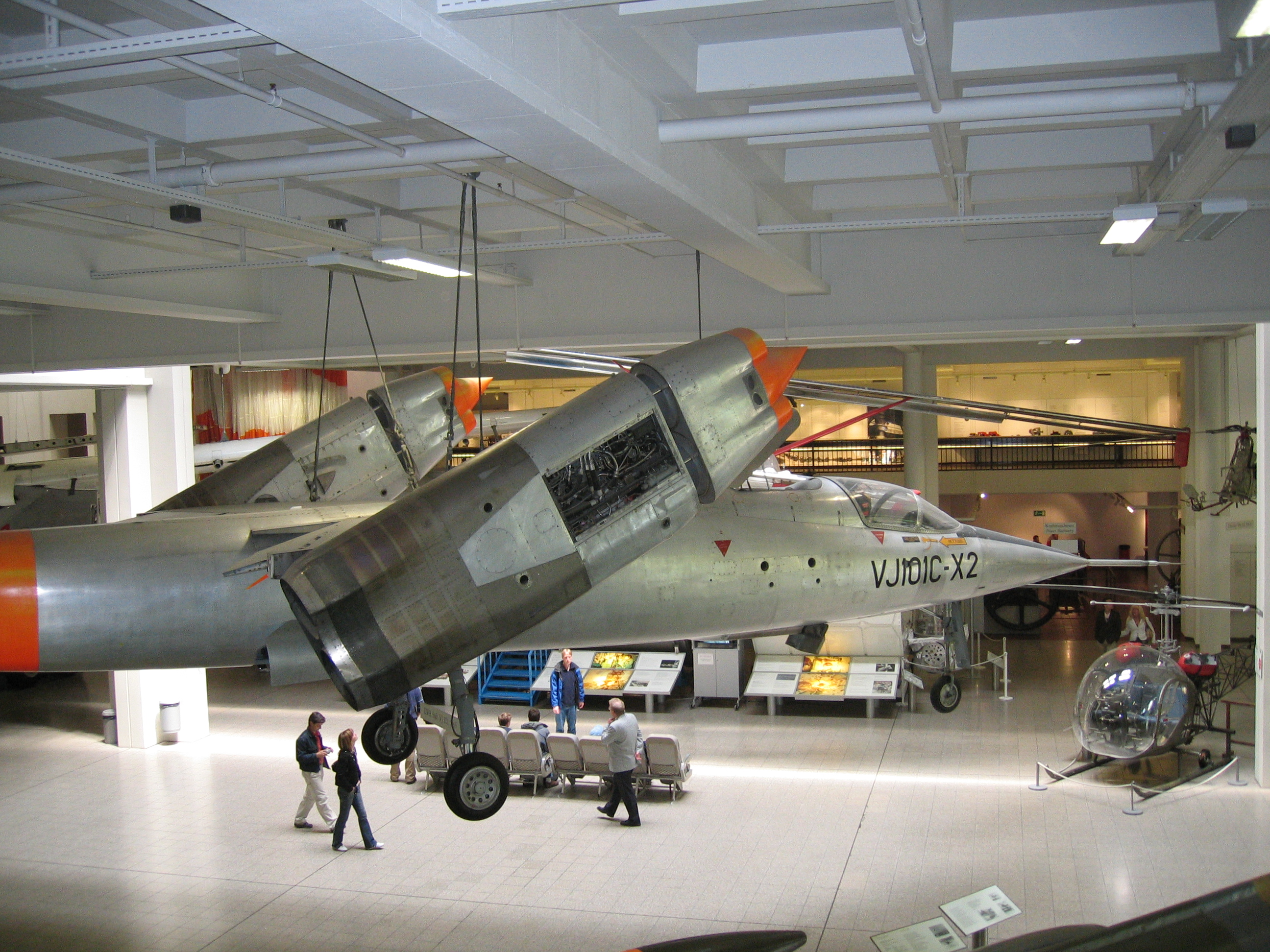
إي دابليو آر في جيه 101